# Свиридова, Евгения Николаевна
Евге́ния Никола́евна Свири́дова (Э’Жени) (род. 1986, Волгоград, СССР) — российская актриса театра и кино.

## Биография
Евгения Свиридова родилась 1 февраля 1986 года в Волгограде.
В детстве Евгения занималась пением. В 12 лет приняла участие конкурсе юных вокалистов «Маленькие звёздочки» в Волгограде. В том же году приняла участие в фестивале бардовской песни. С песней Вадима Егорова «Панамки» она заняла второе место. В 2003 Евгения окончила школу и поступила в Щукинское училище в Москве. Её дебютом в кино стала роль рабыни Ниилит в новом блокбастере-фэнтези Николая Лебедева «Волкодав из рода Серых Псов».
В 2007 году окончила ВТУ им. Б. В. Щукина (курс П. Любимцева) и начала работать в Московском академическом театре сатиры.
В 2017 году уволилась, чтобы переехать в Санкт-Петербург. С 2018 года играет в Театре антрепризы им. А. Миронова. Снимает короткие юмористические ролики в «Инстаграме».

## Спектакли
- «Юбилей» — Татьяна Алексеевна
- «Иркутская история» — Валя
- «Бесприданница» (А. Островский) — Лариса
- «Доходное место» (А. Островский) — Полина Кукушкина
- «Мадмуазель Нитуш» (мюзикл) — ученица пансиона
- «Хомо Эректус» — «Кси»
- «Женщины без границ» — «Маша»
- «Малыш и Карлсон, который живет на крыше» — Астрид
- «Триумф на Триумфальной» (снят с репертуара) — Балерина
- «Идеальное убийство» — Вики Уильямс
- «Вечерний выезд общества слепых» — Девушка с рюкзачком
- «Здравствуйте! Это я! Андрюше-70!» (снят с репертуара) — Артистка эстрады / Соло из спектакля «Прощай, конферансье»
- «PERDU Монокль» (снят с репертуара) — Диана Дежобер
- «Дороги, которые нас выбирают» — Молли
- «Свадьба в Малиновке» — Яринка

## Фильмография
- 2006 — Волкодав из рода Серых Псов — Ниилит
- 2008 — Глухарь — пассажирка кабриолета на посту
- 2009 — Одна семья — Екатерина Смирнова, дочь Андрея Смирнова
- 2009 — Короткое замыкание — девушка, эпизод «Срочный ремонт»
- 2009 — Универ — руководитель театрального кружка Елизавета
- 2011 — Закрытая школа — Мария Вершинина (в подростковом возрасте)
- 2014 — Проводник — Валерия Павлова
- 2019 — Формула преступления — Нина Алексеевна Панарина

## Сольная карьера
Сценический псевдоним — Э’Жени.
В настоящее время Евгения Николаевна выпустила ограниченным тиражом свой первый «пилотный» альбом, в который вошли следующие песни:
- Время оступается
- Ангел моих снов
- Обманщик
- Когда ты проснёшься
- Ждала
- Ромео
- Зеркала

Автор слов и музыки Е. Свиридова.

## Призы и награды
- 1998 — 2-е место на международном фестивале песни в Финляндии.
- 1998 — 2-е место на фестивале бардовской песни.
- 2001 — «Открытие конкурса» на Грушинском фестивале.
- 2003 — 2-е место на фестивале бардовской песни.